# GAZ-53

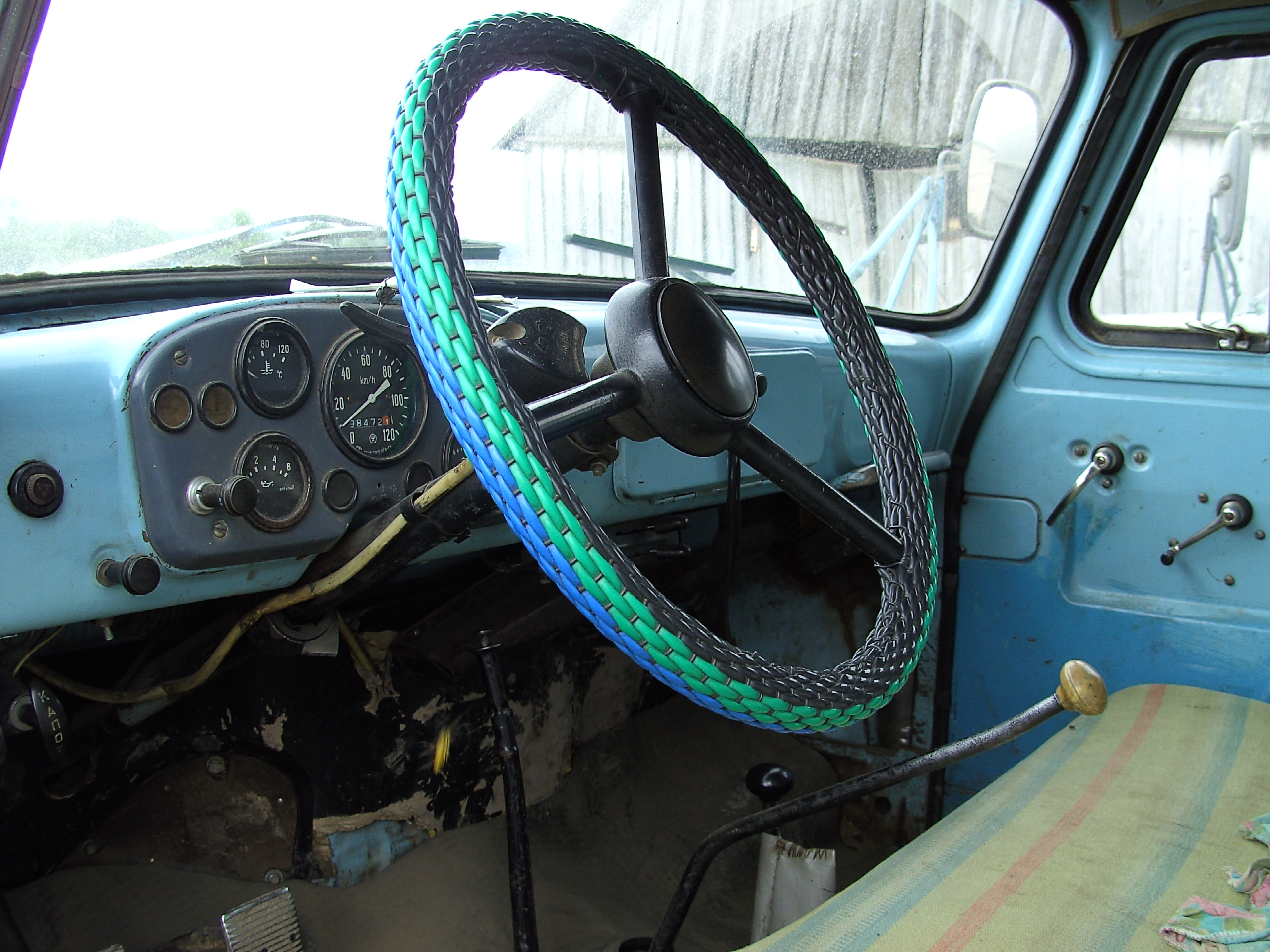
Interior

O GAZ-53 é um caminhão 4x2 de 3,5 toneladas produzido pela GAZ entre 1961 e 1993. Introduzido primeiro como GAZ-53F, juntou-se a ele o praticamente idêntico GAZ-52 de 2,5 toneladas em 1962, que foi produzido até 1989.
Os caminhões GAZ-52 e GAZ-53 distinguem-se por diferentes sistemas de iluminação, aros e tonelagem (carga útil): o GAZ-52 era capaz de transportar até 2,5 toneladas de carga, enquanto o GAZ-53A podia transportar até 4 toneladas. De 1961 a 1975 o GAZ-53 foi produzido juntamente com seu antecessor, o GAZ-51.

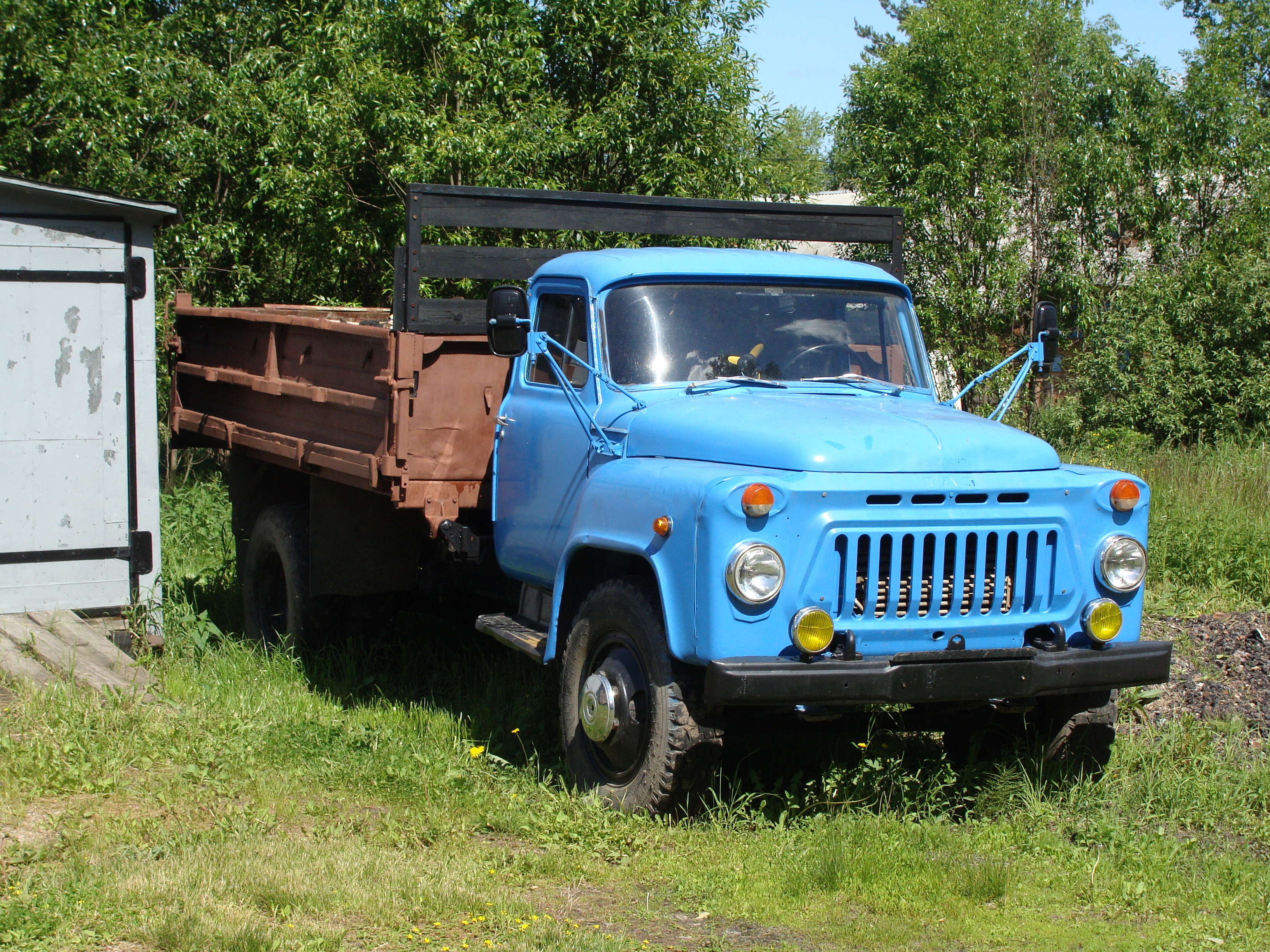
Grade pré-1984

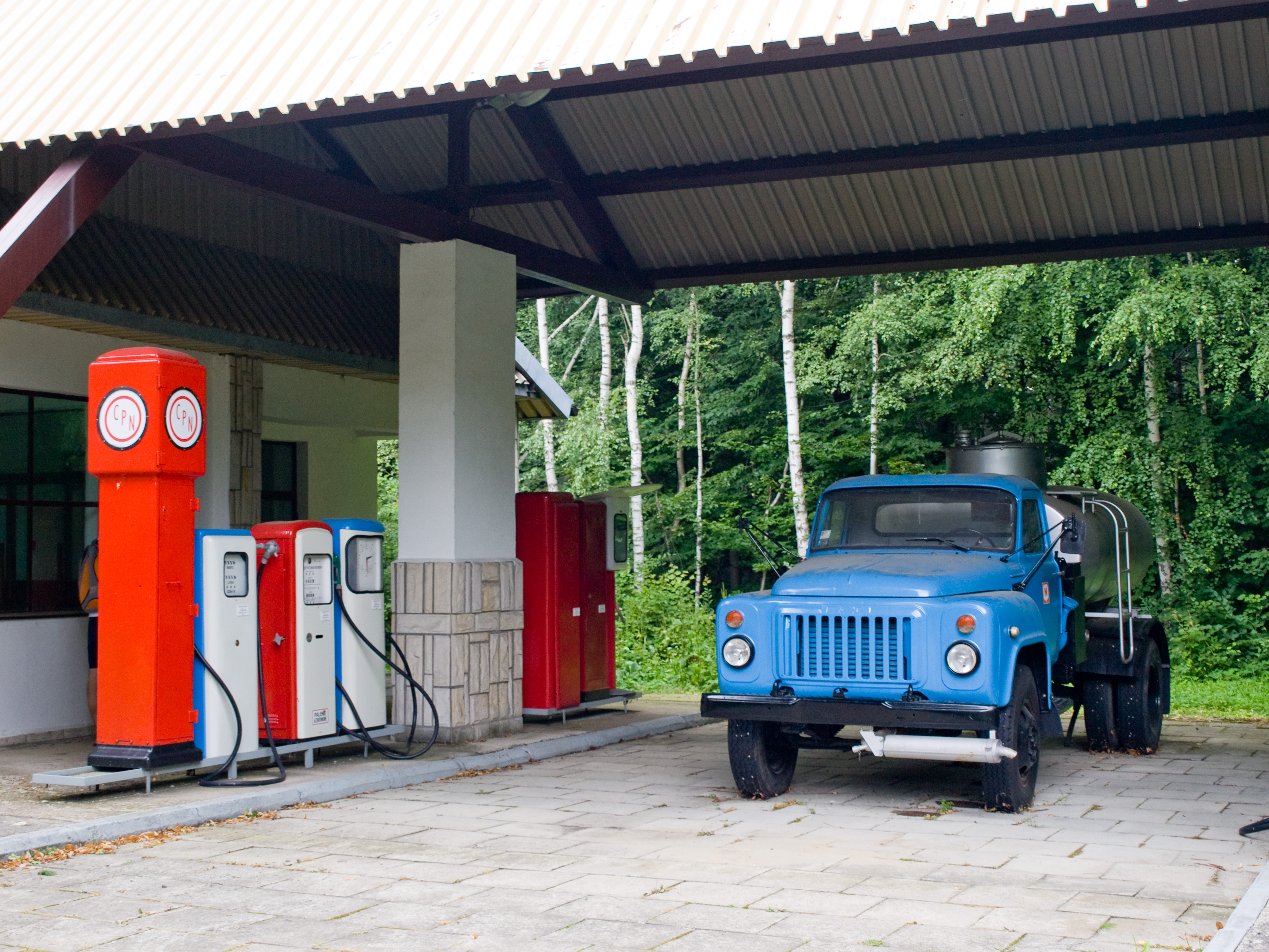
Caminhão-pipa GAZ-53 1985-1993

Dado o longo período de produção do GAZ-52/53 e suas variantes, a série é uma visão comum na Europa Oriental. Eles não devem ser confundidos com o ZIL-130 de 5 a 6 toneladas, que também é geralmente pintado de azul claro com uma grade branca. A grade do GAZ é canelada verticalmente e os indicadores de direção estão localizados acima dos faróis. O ZIL possui piscas abaixo dos faróis e sua grade é horizontal.

## História
A variante principal (ou básica) do GAZ-53 sem letra de sufixo foi lançada em 1964. Apresentava o novíssimo motor V8 ZMZ-53 de liga leve de 4.254 cc, que era uma versão modificada daquele usado no GAZ-13 Chaika, que era destinado ao caminhão desde o início. O ZMZ-53 produz 120 cv SAE Gross a 3.200 rpm, dando ao GAZ-53 uma velocidade máxima de 90 km/h.
As primeiras versões, chamadas GAZ-53F, eram movidas por um antigo motor de seis cilindros de 75 cv (SAE Gross) do caminhão GAZ-51; mas desde 1964, o GAZ-53 foi equipado com um motor 4.3L ZMZ-53 V8. A carga útil foi aumentada para 4 toneladas no modelo de 1965, denominado GAZ-53A. O GAZ-53A foi construído até janeiro de 1983, quando o GAZ-53-12 assumiu o controle até o final da produção. Todas as variantes utilizam caixa de quatro marchas, sincronizada na terceira e na quarta. Várias outras subversões também foram introduzidas, incluindo a versão militar GAZ-53A-016.
No total, foram construídos mais de 4 milhões de GAZ-53, tornando-o o caminhão de maior produção da União Soviética.

## Bulgária
O GAZ-53A também foi construído sob licença pela KTA Madara em Shumen, Bulgária, começando em 1967. Eles foram chamados de série Madara 400 (o "4" representando sua carga útil de quatro toneladas). A partir da década de 1970, os caminhões construídos na Bulgária foram equipados com motores Perkins diesel de quatro cilindros e 3,9 litros (mais tarde também turbodiesel) fabricados localmente, fabricados pela fábrica de motores Vasil Kolarov em Varna. Esses motores tinham 80 ou 100 cv. Madara construiu cerca de 3.000 caminhões por ano ao longo da década de 1980, o que atendeu às necessidades do mercado local.